# Caresse Crosbyová
Caresse Crosbyová, rodným jménem Mary Phelps Jacobová (20. dubna 1892, New Rochelle, New York, USA – 24. ledna 1970 Řím, Itálie) byla americká spisovatelka a nakladatelka. Podílela se také na vývoji podprsenky, která nahradila nepohodlné korzety, když vylepšila původní návrh Francouzky Herminie Cadolleové. V roce 1914 získala na tento druh prádla patent, který později prodala firmě Warner Brothers Corset Company z Bridgeportu v Connecticutu za 1500 dolarů.
Pocházela z prominentní novoanglické rodiny, jejím prvním manželem byl Richard R. Peabody, s nímž se rozvedla v roce 1920 kvůli závislosti na alkoholu, kterým řešil psychická traumata z první světové války. Druhým manželem byl Harry Crosby, s nímž žila od roku 1922 v Paříži a patřila k výrazným osobnostem uměleckého proudu „ztracené generace“. Crosbyovi vedli provokativní bohémský život s divokými večírky, drogami a nevěrami. V roce 1927 spolu založili nakladatelství Black Sun Press, kde publikovali svá díla Ernest Hemingway, Marcel Proust, James Joyce, David Herbert Lawrence a Thomas Stearns Eliot, jako ilustrátor s nimi spolupracovali Pablo Picasso a Constantin Brâncuși. Crosbyová později také vydávala literární časopis Portfolio: An Intercontinental Quarterly. Napsala sedm sbírek poezie (Crosses of Gold, Graven Images, Painted Shores, The Stranger, Impossible Melodies, Poems for Harry Crosby a The Passionate Years). Věnovala se i sochařství, své busty vystavovala na pařížském Podzimním salonu. Vystupovala v experimentálních filmech Emlena Ettinga. Její zálibou byly dostihy a vlastnila tři závodní koně.
V roce 1929 spáchal Crosby se svojí milenkou Josephine Noyes Rotchovou sebevraždu. Caresse Crosbyová se potřetí provdala za neúspěšného herce Selberta Saffolda Younga, měla také řadu milenců, k nimž patřili fotograf Henri Cartier-Bresson, vynálezce Buckminster Fuller nebo boxer Canada Lee. K okruhu jejích přátel patřili Salvador Dalí a Henry Miller, stála u začátků spisovatelské kariéry Anaïs Nin a Charlese Bukowského. Provozovala uměleckou galerii a koupila v Itálii zámek Castello di Rocca Sinibalda. Po druhé světové válce založila organizaci Women Against War, usilující o světový mír.
Pravnučka Caresse Crosbyové Tamara Colchesterová o ní napsala životopisný román Srdce je pohřebiště lásky (Nakladatelství Sofa Books, 2019, přeložila Kristýna Kučerová).